# Tymoteusz Muśko

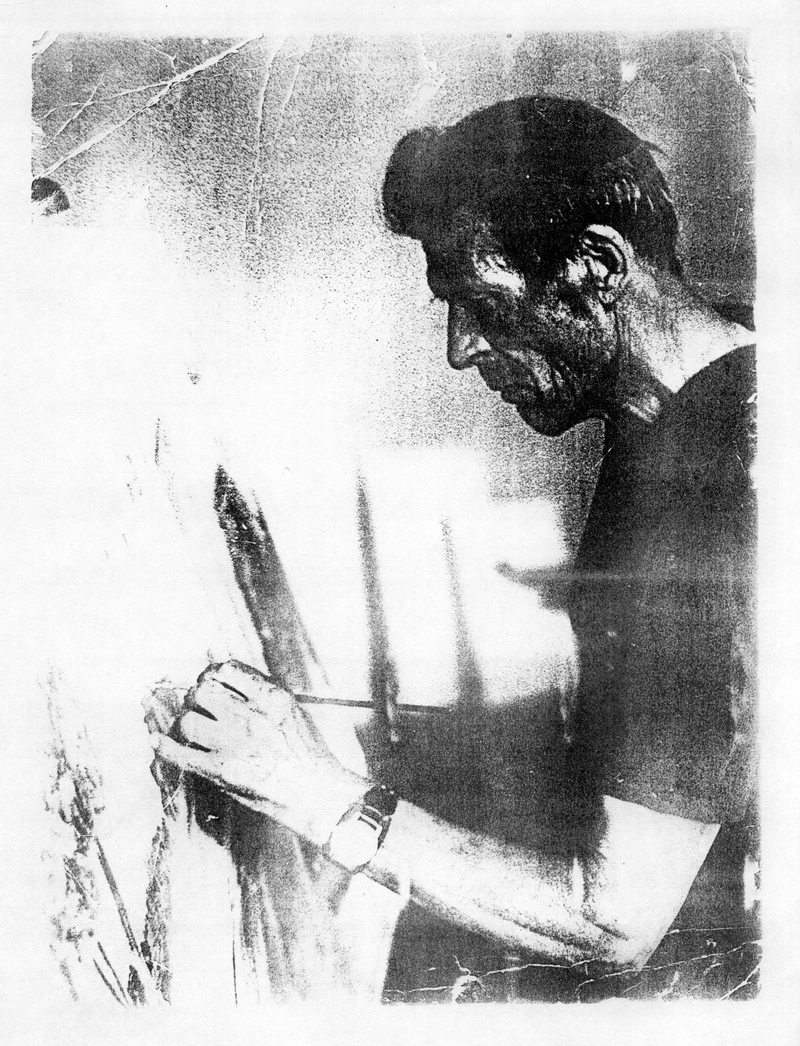
Tymoteusz Musko przy pracy

Tymoteusz Muśko (Тимофей Мусько) (ur. 7 lutego 1917 w Monastyrsku w guberni penzeńskiej w Rosji, zm. 10 sierpnia 1985 w Węgorzewie) – polski malarz naiwny, nazywany „Nikiforem Północy”

## Życiorys
Tymoteusz Muśko w odręcznie pisanym życiorysie podaje: „Urodziłem się (7 lutego) 1917 roku we wsi Monastyrsku Norowczackiego Ujezda guberni Penza”. W 1920 wraz z matką powrócił do Polski, do wsi Dubno położonej na południe od Białegostoku. Podczas wojny został częściowo sparaliżowany. W 1974 trafił do Domu Opieki Społecznej „Kalina” w Suwałkach. Zaczął rysować jego pensjonariuszy oraz uczęszczać do pracowni plastycznej Wojewódzkiego Domu Kultury, przy ul. Kościuszki 76, później przeniesionej do lokalu przy ul. Korczaka 12.
Uczestniczył w corocznych plenerach malarskich organizowanych przez WDK, m.in.: w Brożówce (1979), Węgorzewie (1980), Gołdapi (1981) i Augustowie (1982). Jego obrazy były pokazywane na wystawach sztuki ludowej w Kazimierzu nad Wisłą. W 1981 Andrzej Domański zorganizował wystawę malarstwa Tymoteusza Muśki w budynku Uniwersytetu Marii Curie-Skłodowskiej w Lublinie. Prace Muśki trafiły do zbiorów: Muzeum Okręgowego w Suwałkach, Muzeum Sztuki Ludowej w Węgorzewie oraz licznych prywatnych kolekcji. W 1982 Tymoteusz Muśko wyjechał z Suwałk do Węgorzewa, gdzie zmarł w 10 sierpnia 1985. Pochowany został obok matki na prawosławnym cmentarzu we wsi Dubno.
W jego malarstwie i rysunkach Madonny mieszały się z obrządkami wiejskiego życia, katolickie kościoły z wiadomościami, które płynęły z telewizora, cerkwie z „Powodzią” i „Pogrzebem marszałka Tito”. Muśko, w swojej twórczości poruszał się na obrzeżach dwóch wrażliwości, na pograniczu światów: zachodniego i prawosławnego.
W 2002 roku został zrealizowany film dokumentalny Józefa Romasza „Człowiek, który nie zaznał wielkiego świata”.

## Galeria

Tymoteusz Muśko, Komisja poborowa, olej, płótno, 50 x 70 cm
Tymoteusz Muśko, Herod część I, olej, płótno 60 x 81 cm
Tymoteusz Muśko, Pogrzeb Tito, 1980, olej, płótno, 50 x 120,5 cm
Tymoteusz Muśko, Prządki, olej, płótno, 89,8 x 50,2 cm
Tymoteusz Muśko, Cerkiew, olej, płótno, 70,5 x 50,4 cm
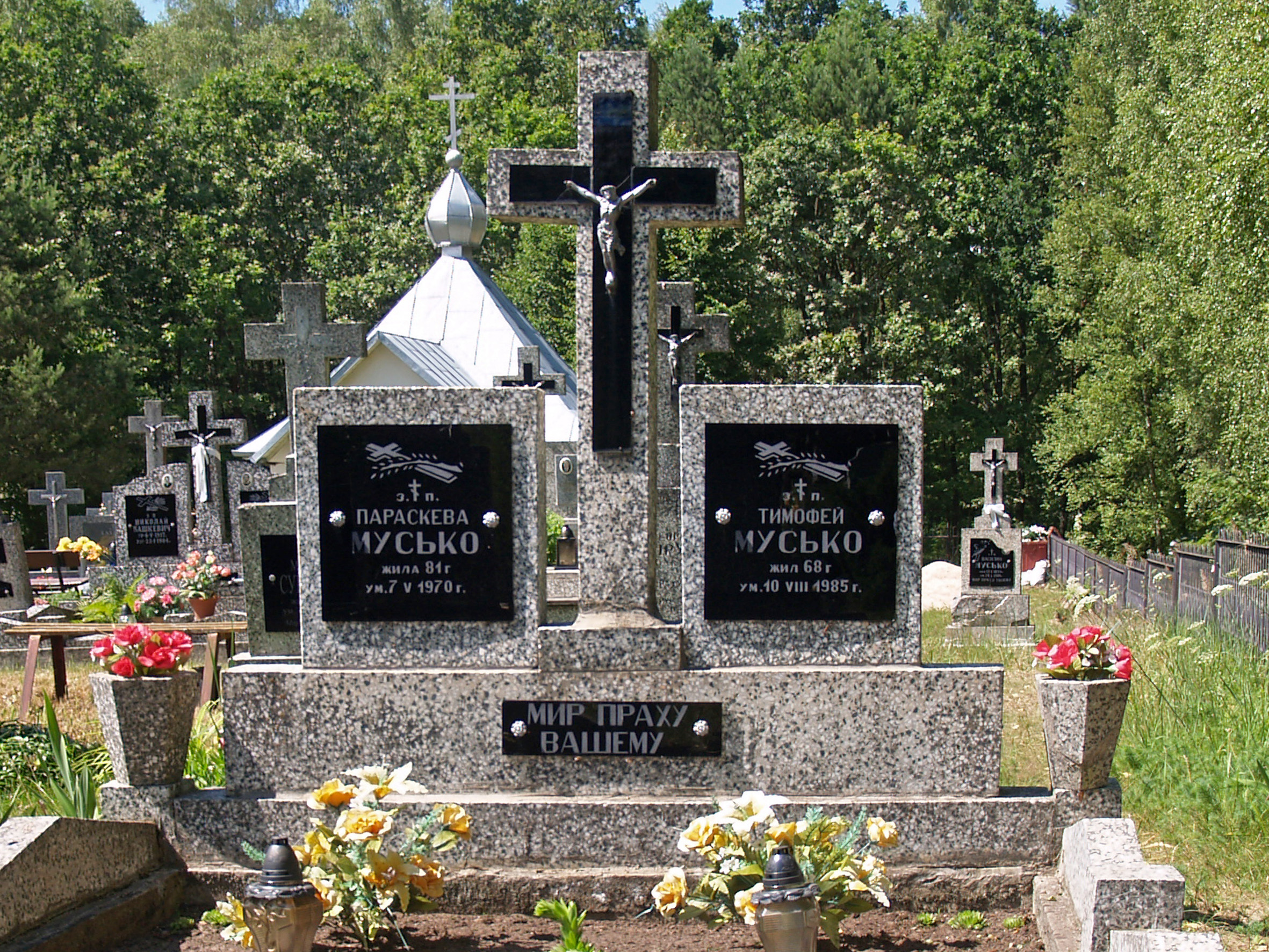
Nagrobek Muśki Dubno koło Białegostoku

### Wyróżnienia
Notatka biograficzna wymienia nagrody w początkowym okresie malowania: 
- 1975 rok – wyróżnienie 300 zł. w konkursie na „Kobietę z kwiatami”.
- 1977 rok – wyróżnienie 500 zł. na Wojewódzkim Seminarium Plastycznym.
- 1977 rok – na plenerze w Fabryce Mebli (w Suwałkach) 1500 zł nagrody.
- 1978 rok – nagroda 1500 zł. w konkursie „Przyroda w sztuce ludowej” organizowanym przez Muzeum Okręgowe (w Suwałkach).

### Książki i artykuły
- Martyna Mikłaszewska: Spotkania z Suwalszczyzną (17 reportaży różnych autorów), Zawiłe miary szczęścia. Wydawnictwo Łódzkie, 1980, s. 282-292.
- Grażyna Mikłaszewicz: Był sobie Muśko, nazywali go Nikiforem Północy. Wydawnictwo Mirosław Basiewicz, 2012, s. 96. ISBN 83-932648-4-7.
- Marek Sobczak. Freski i obrazy, Ziemskie Dzieje Kościoła. „Polityka, Pomocnik Historyczny”. 7/2015 (2015), s. 107–111. Polityka., artykuł i kolorowa reprodukcja obrazu Tymoteusza Muśki „Cerkiew”.
- Stanisław Kurak. Żywot Tymoteusza. „Krajobrazy”. 41/2000 (2000). s. 8-9., artykuł i czarno-białe reprodukcje.
- Jadwiga Błaszczyk-Jurkonis. Jeszcze o Muśce. „Krajobrazy”. 42/2000 (2000). s. 6-7., artykuł i czarno-białe reprodukcje.
- Janusz Kopciał: Szkice suwalsko-mazurskie, Suwalski Nikifor. Wydawnictwo Hańcza, 1995, s. 120–123.
- Wojciech Marek Darski: Terra Incognita, Obrazy Tymoteusza Muśki. Prasa Mazurska, 1995. Brak numerów stron w książce

### Internet
- Ireneusz Sewastianowicz. Nie żyje ćwierć wieku i popadł w zapomnienie, Nikifor znad Czarnej Hańczy. „Gazeta Współczesna”, 18 maja 2010.brak numeru strony
- (aros). Tymoteusz Muśko na to sobie zasłużył. „Gazeta Współczesna”, 18 maja 2010.brak numeru strony
- Sławomir Zygmunt: Tymoteusz Muśko: Nikifor Północy, rozmowa z Markiem Sobczakiem. Ciało Umysł Dusza, 9 czerwca 2010. [dostęp 2016-04-11]. [zarchiwizowane z tego adresu (2016-06-04)].
- Wiesław Szymański: reportaż radiowy, Nasz Timoszko, albo drugie życie Tymoteusza Muśki. Radio Białystok, 10 sierpnia 2010. [dostęp 2016-04-11].
- (ds/mk): Tymoteusz Muśko - artysta zapomniany, Kultura: Podróże po kulturze. Radio Białystok, 9 sierpnia 2015. [dostęp 2016-04-11].Sprawdź autora:1.